# Iwata
Iwata (jap. 磐田市, -shi) ist eine Großstadt in der Präfektur Shizuoka in Japan.

## Geographie
Iwata liegt westlich von Fukuroi und östlich von Hamamatsu.

## Geschichte
Die Stadt Iwata wurde am 1. April 1948 gegründet.

## Verkehr
- Zug
  - JR Tōkaidō-Hauptlinie, nach Tokio oder Kōbe
- Straße
  - Tōmei-Autobahn und Shin-Tōmei-Autobahn, Richtung Tokio oder Nagoya (mautpflichtig)
  - Nationalstraße 1, Richtung Tokio oder Kyōto

## Wirtschaft
Die Yamaha Motor, ein Unternehmen des Yamaha-Konglomerats hat ihren Hauptsitz in Iwata.

## Söhne und Töchter der Stadt
- Takehiro Honda (1945–2006), Jazzpianist
- Masami Nagasawa (* 1987), Schauspielerin
- Jun Mizutani (* 1989), Tischtennisspieler
- Takuya Sasagaki (* 1991), Fußballspieler
- Kazuki Ōta (* 1993), Fußballspieler
- Riku Morioka (* 1998), Fußballspieler
- Kensuke Fujiwara (* 2003), Fußballspieler

## Sport
Iwata ist die Heimat des Fußballvereins Júbilo Iwata aus der J. League, dessen Spiele im Yamaha Stadium ausgetragen werden.

## Städtepartnerschaften
- Mountain View, USA, seit 1976

## Weblinks

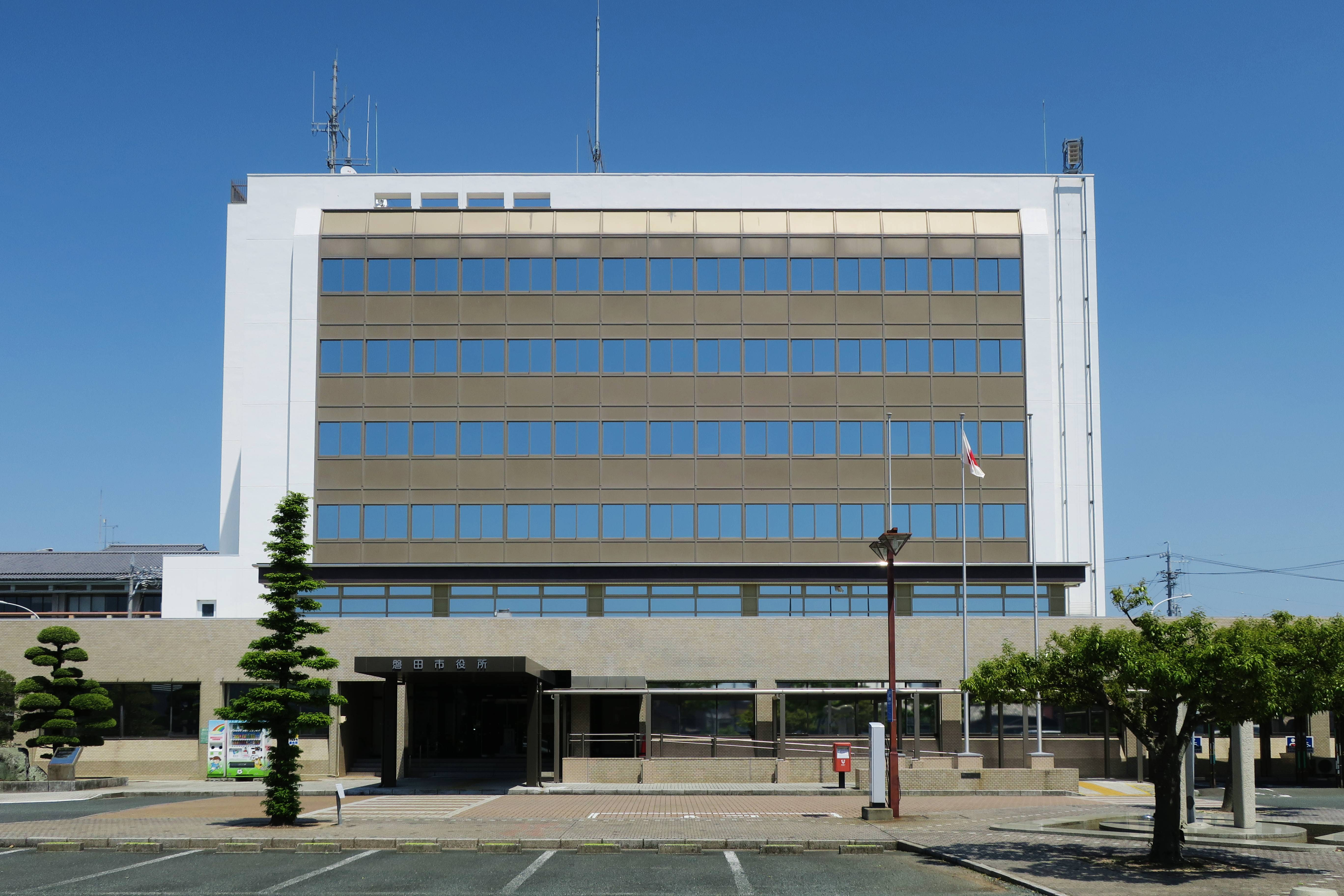
Rathaus von Iwata

## Angrenzende Städte und Gemeinden
- Hamamatsu
- Fukuroi
- Mori